# Kościół św. Michała Archanioła i bł. ks. Bronisława Markiewicza w Toruniu
Kościół św. Michała Archanioła i bł. ks. Bronisława Markiewicza w Toruniu – kościół rzymskokatolicki w jurysdykcji parafii św. Michała Archanioła i bł. ks. Bronisława Markiewicza. Posługują w nim księża michalici. Położony przy ul. Rybaki 59.
Kościół budowano w latach 1981–1987, według projektu Władysława Pieńkowskiego, Bronisława Eibela i Krzysztofa Kakowskiego. Kościół jest utrzymany w stylu późnego modernizmu. Poprzez zestawienie korpusu świątyni na planie prostokąta z pionem dzwonnicy udało się utrzymać harmonijną kompozycję kościoła. Dwuspadowy i niesymetryczny w stosunku do rzutu kościoła dach nawiązuje do architektury gotyckiej. Betonowy szkielet obudowano cegłą.
Ołtarz znajduje się w centrum, na przedłużeniu nawy głównej, przy ścianie prezbiterium, zbudowanej z surowej cegły w formie reliefu. Stół ołtarza wykonano z naturalnego kamienia. Tabernakulum odsunięto z osi głównej, ale pozostawiono w obrębie strefy ołtarzowej. Przy tabernakulum znajduje się pionowa wnęka, ciągnąca się przez całą wysokość ściany. Na ścianie prezbiterium umieszczono figurę Chrystusa na krzyżu w otoczeniu świętych. Pod ścianą znajdują się drewniane i proste fotele dla celebransa i koncelebransów.